# Bronnîțea, Moghilău
Bronnîțea (în ucraineană Бронниця) este localitatea de reședință a comunei Bronnîțea din raionul Moghilău, regiunea Vinnița, Ucraina.

## Demografie
Componența lingvistică a localității Bronnîțea
     Ucraineană (97,56%)
     Rusă (2,13%)
     Alte limbi (0,24%)
Conform recensământului din 2001, majoritatea populației localității Bronnîțea era vorbitoare de ucraineană (97,56%), existând în minoritate și vorbitori de rusă (2,13%).